# 한국관광공사

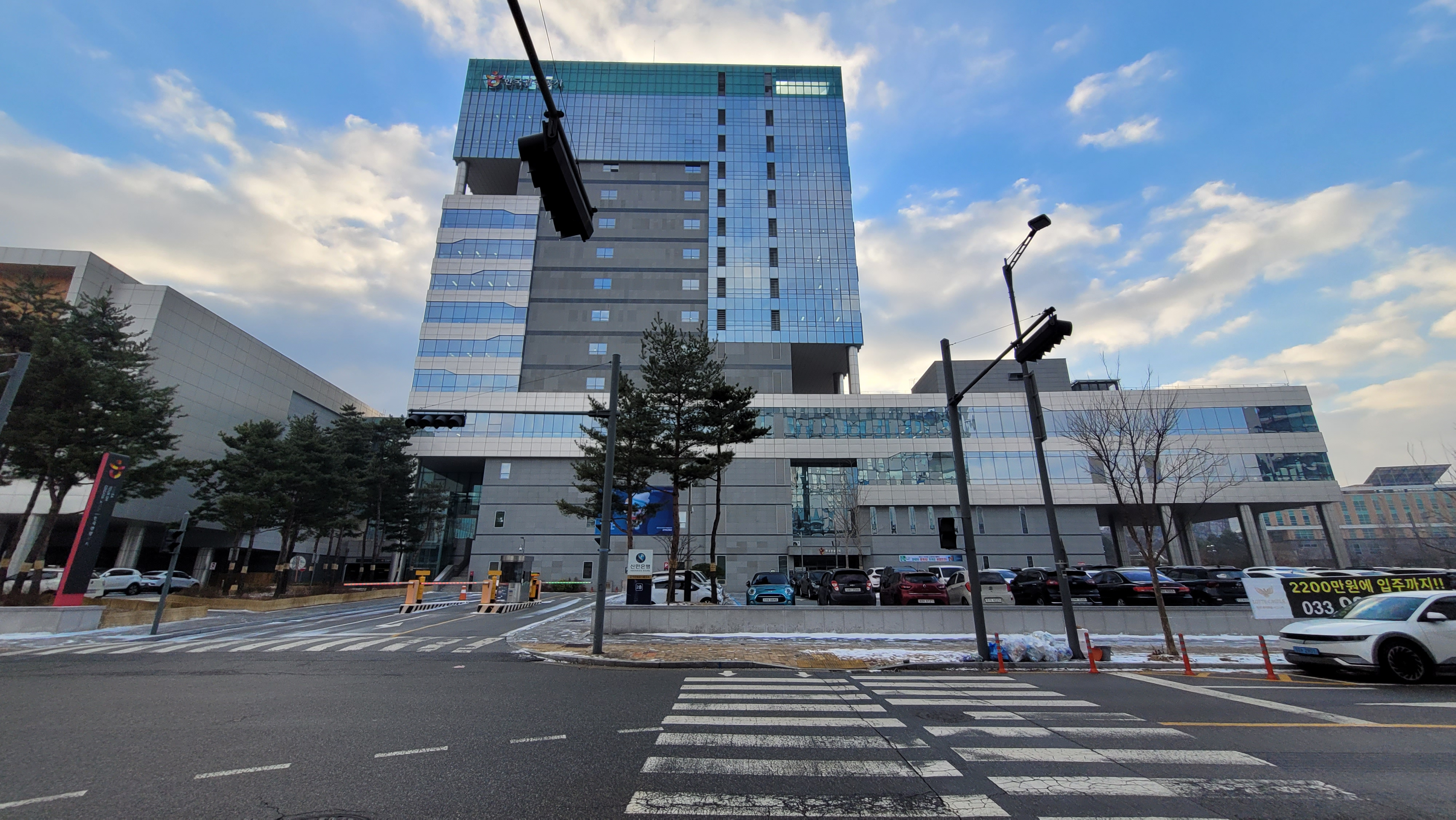
한국관광공사 청사

한국관광공사 (韓國觀光公社, Korea Tourism Organization, KTO)는 관광진흥 등의 사업을 하는 대한민국 문화체육관광부 산하의 위탁집행형 준정부기관이다. 1962년 6월 26일 한국관광공사법에 의거하여 설립되었다. 국가 경제발전과 국민복지증진에 기여, 국민경제 발전에 기여를 목적으로 한다. 본사는 서울특별시 중구 다동에 있었다가, 강원도 원주시 반곡동 혁신도시로 이전했다.

## 개요
- 본사 : 강원특별자치도 원주시 세계로 10 (반곡동 1914-6)
- 조직 : 5개 본부, 2개 센터, 11개 실·단·원, 35개팀
국내지사 5개, 지역협력단 5개, 해외지사 15개국 27개
- 인원 : 직원 765명
- 주무부처 : 문화체육관광부
- 비전 : "매력있는 관광한국을 만드는 글로벌 공기업"
- 브랜드 : ‘Imagine your Korea’ (한국문화관광 브랜드)

## 주요 사업

### 해외 시장 개척
- 2014년도 방한 관광객 유치목표: 1,300만명
- 2007년도 방한 관광객 유치목표: 700만명
- 시장별 유치 전략 수립 한류 소재 활용 다양한 한국 관광 상품 개발, 판촉 초청 지원(여행업자, 언론인, 유관인사 등) 소비자 대상 홍보 이벤트 개최, 전시 박람회 참가 한국 홍보 신규, 잠재 시장 개척 MICE 등 대량 인센티브 관광객 유치 해외 TV 광고

### 국제회의 유치
- 국제회의 유치 의향 조사 (국제기구 가입 2,500여개 국내 단체 대상) 국제기구 자료에 의한 유치 가능 국제회의 조사 유치 가능성이 높은 국내 체에 대한 세일즈콜 및 유치 권유 활동 유관 인사 방한 초청 지원

### 국제협력
- PATA, ASTA, WYSTC, WTO 등 관광 관련 국제기구와의 협력 및 공동 홍보 활동 전개 APEC, ASEAN 등 지역 협력 기구의 관광 부문 협력 활동 전개

### 국제 관광 이벤트 마케팅
- R-16 Korea Sparkling, Korea in Motion, Fun Ski & Snow Festival, T2마당 행사 개최

### 관광 안내 정보 서비스
- 종합 관광 안내소 운영, 관광 안내 전화 1330(영ㆍ일ㆍ중국어 서비스)
- 관광 정보 인터넷 서비스

### 지자체 유관 기관 협력
- 지자체와의 공동 네트워크 구성 - 광역지자체와의 관광 협의회 개최 - 지자체 공무원 관광 관련 교육 지원
- 지자체 관광 홍보 마케팅 지원 - 지역 축제, 대형 이벤트, 박람회 및 설명회 개최 지원, 소재 발굴 및 상품화 지원
- 지자체 관광 인프라 개선 지원 - 지역 관광 수용 태세 점검 실시

### 국내 관광 수용 태세 개선
- 국내 수용 태세 개선 - 외국어 관광 안내표기 표준화 사업, 관광 불편 신고 센터 운영 등
- 관광 전문 인력 교육 - 관광 통역 안내사 기초교육, 템플 스테이 전문가 과정 등
- 관광 종사원 국가 자격 시험 관리

### 국내 관광 진흥
- 이달의 가볼 만한 곳 추천
- 내 나라 여행 함께 가꾸기 추진
- 내 나라 여행 박람회 개최
- TV 여행 프로그램 제작 지원
- 지역 축제 지원

### 남북 관광 교류
- 남북 관광 교류 협력 환경 조성
- 남북 연계 관광 홍보
- 금강산 관광 사업 업무 활성화

### 한국 문화 관광 브랜드
- 한국 문화 관광 브랜드 ‘Korea, Sparkling’ 개발 및 홍보
- 한국 문화 관광 브랜드 활용 통합 마케팅 커뮤니케이션 전개
- 한국 문화 관광 브랜드 자산 평가 및 관리

## 연혁
- 1962년 : 국제관광공사(현 한국관광공사) 설립
- 1980년 : 제주관광개발공사(자회사) 설립
- 1982년 : ‘한국관광공사’로 명칭 변경
- 1989년 : 제주관광개발공사 흡수 합병
- 1995년 : 서남관광개발공사 흡수 합병
- 2005년 : 그랜드코리아레저(자회사) 설립

## 조직
- 이사회
- 감사
  - 감사실
  - 감사팀

### 한국관광공사장
- 비서팀
- 홍보실
  - 홍보팀
- 안전경영팀

### 부사장

#### 경영혁신본부
- 기획조정실
  - 기획조정팀
  - 예산팀
- ESG경영실
  - ESG경영팀
  - 윤리법무팀
  - 평가분석팀
- 경영지원실
  - 경영지원팀
  - 인사팀
  - 노무팀
  - 재경팀

#### 국제관광본부
- 국제마케팅실
  - 국제관광전략팀
  - 중국팀
  - 일본팀
  - 아시아중동팀
  - 구미대양주팀
- 국제마케팅지원실
  - 테마관광팀
  - 의료웰니스팀
  - 해외디지털마케팅팀
- MICE실
  - MICE기획팀
  - MICE협력팀
  - MICE마케팅팀
  - 국제협력팀
- 해외지사
  - 중국지역지사
  - 일본지역지사
  - 아시아중동지역지사
  - 미주지역지사
  - 구주지역지사
- 한국방문의해추진단

#### 국민관광본부
- 국민관광실
  - 국민관광전력팀
  - 국민관광마케팅팀
  - 지역균형관광팀
  - 국내디지털마케팅팀
- 지역관광실
  - 지역관광개발팀(호텔건설관리파트)
  - 지역관광육성팀
  - 레저관광팀
  - 오시아노리조트호텔사업단TF
- 관광복지안전센터
- 국내지사
  - 경인지사
  - 강원지사
  - 세종충북지사
  - 대전충남지사
  - 전북지사
  - 광주전남지사
  - 부산울산지사
  - 대구경북지사
  - 경남지사
  - 제주지사
    - 중문골프장
- 내수활성화사업추진단

#### 관광산업본부
- 관광산업실
  - 관광산업전략팀
  - 쇼핑숙박팀
  - 안내교통팀
  - 스마트관광팀
- 관광기업지원실
  - 관광기업협력팀
  - 관광기업창업팀
  - 관광기업육성팀
  - 관광홍보관운영팀
- 관광인재개발실
  - 관광인재양성팀
  - 관광교육팀

#### 관광콘텐츠전략본부
- 관광콘텐츠실
  - 관광콘텐츠전략팀
  - 한류콘텐츠팀
  - 브랜드콘텐츠팀
- 관광데이터실
  - 관광데이터전략팀
  - 관광데이터서비스팀
  - 관광컨설팅팀
- 디지털혁신실
  - 디지털협력팀
  - 디지털콘텐츠팀
  - 디지털인프라팀

## 역대 사장
| 대수     | 이름           | 임기                               | 비고 |
| -------- | -------------- | ---------------------------------- | ---- |
| 제1대    | 신두영(申斗泳) | 1962년 4월 30일 ~ 1963년 4월 14일  |      |
| 제2대    | 이원우(李元雨) | 1963년 4월 15일 ~ 1964년 1월 17일  |      |
| 제3대    | 오재경(吳在璟) | 1964년 1월 28일 ~ 1965년 6월 11일  |      |
| 제4대    | 김일환(金一煥) | 1965년 6월 12일 ~ 1970년 3월 23일  |      |
| 제5대    | 장성환(張盛煥) | 1970년 3월 24일 ~ 1971년 1월 28일  |      |
| 제6대    | 안동준(安東濬) | 1971년 6월 17일 ~ 1972년 7월 25일  |      |
| 제7대    | 이한림(李翰林) | 1972년 7월 26일 ~ 1974년 1월 28일  |      |
| 제8대    | 김좌겸(金佐謙) | 1974년 3월 13일 ~ 1980년 3월 12일  |      |
| 제9대    | 황인성(黃寅性) | 1980년 3월 13일 ~ 1980년 12월 2일  |      |
| 제10대   | 하대돈(河大敦) | 1981년 6월 1일 ~ 1986년 10월 15일  |      |
| 제11대   | 이계익(李啓謚) | 1986년 4월 2일 ~ 1989년 3월 16일   |      |
| 제12대   | 조영길(趙英吉) | 1989년 3월 17일 ~ 1993년 4월 1일   |      |
| 제13대   | 지연태(池蓮泰) | 1993년 4월 2일 ~ 1995년 1월 7일    |      |
| 제14대   | 김태연(金泰淵) | 1995년 1월 9일 ~ 1996년 12월 27일  |      |
| 제15대   | 이경문(李庚文) | 1996년 12월 28일 ~ 1998년 3월 25일 |      |
| 제16대   | 홍두표(洪斗杓) | 1998년 4월 10일 ~ 1999년 6월 3일   |      |
| 제17대   | 이득렬(李得洌) | 1999년 6월 26일 ~ 2000년 5월 16일  |      |
| 제18대   | 조홍규(趙洪奎) | 2000년 6월 1일 ~ 2003년 5월 31일   |      |
| 제19대   | 유건(柳健)     | 2003년 6월 18일 ~ 2005년 1월 14일  |      |
| 제20대   | 김종민(金鍾民) | 2005년 3월 29일 ~ 2007년 5월 8일   |      |
| 제21대   | 오지철(吳志哲) | 2007년 11월 2일 ~ 2009년 5월 30일  |      |
| 제22대   | 이참(李參)     | 2009년 7월 30일 ~ 2013년 11월 15일 |      |
| 제23대   | 변추석(卞秋錫) | 2014년 4월 4일 ~ 2015년 4월 6일    |      |
| 제24대   | 정창수(鄭昌洙) | 2015년 8월 11일 ~ 2018년 1월 19일  |      |
| 직무대행 | 강옥희         | 2018년 1월 20일 ~ 2018년 5월 16일  |      |
| 제25대   | 안영배(安榮培) | 2018년 5월 17일 ~ 2022년 5월 26일  |      |
| 직무대행 | 신상용         | 2022년 5월 27일 ~ 2022년 10월 7일  |      |
| 제26대   | 김장실(金長實) | 2022년 10월 7일 ~ 2024년 1월 12일  |      |
| 직무대행 | 서영충         | 2024년 1월 12일 ~                  |      |

## 같이 보기
- 서울관광재단